# 霍默·塔斯克尔
霍默·塔斯克尔（英語：Homer G. Tasker，1899年2月19日—1990年1月9日），美国音频工程师。他曾2次被提名奥斯卡最佳音响效果奖。

## 部分影视作品
- 春闺三凤（英语：Three Smart Girls） (1936)[1]
- 丹凤还阳（英语：One Hundred Men and a Girl） (1937)[2]